# Engjëll Berisha
Engjëll Berisha (ur. 24 sierpnia 1934 w Prizrenie, zm. 15 lutego 2015 w Prisztinie) – jugosłowiański i kosowski muzykolog, profesor zwyczajny.

## Życiorys
W 1958 roku ukończył studia muzyczne w Akademii Muzycznej w Belgradzie, następnie odbył studia podyplomowe w Akademii Muzycznej w Sarajewie, a w 1980 roku obronił pracę magisterską na tejże uczelni.
Od 1958 do 1968 roku 10 lat pracował jako nauczyciel muzyki w prizreńskich szkołach, następnie wykładał historię muzyki w Wyższej Szkole Pedagogicznej w Prisztinie. Pełnił także funkcję rektora Wyższej Szkoły Muzycznej w Prizrenie oraz dyrektora jednego z gimnazjów, ponadto był dyrygentem prizreńskiego chóru Agimi.
Należał do Akademii Nauk i Sztuk Kosowa, w której pełnił funkcję sekretarza generalnego.